# Marien Moreau
Marien Moreau (Évreux, 25 ottobre 1983) è un pallavolista francese.
Gioca nel ruolo di schiacciatore e opposto nell'Arago de Sète Volley-Ball.

## Carriera
La carriera di Marien Moreau inizia nel club federale del Centre National de Volley-Ball, giocandovi due campionati tra il 2000 ed il 2002; fa parte nello stesso periodo delle selezioni giovanili francesi, vincendo la medaglia di bronzo al campionato europeo pre-juniores 2001. Fa il suo esordio nel campionato cadetto francese, vestendo la maglia dell'ASUL Lyon per due annate. L'esordio nella massima serie arriva nella stagione 2004-05 col Tours Volley-Ball: i due campionati giocati col club si rivelano molto felici, con le due vittorie consecutive in Coppa di Francia, una affermazione in Supercoppa francese e la vittoria della Champions League 2004-05.
Nella stagione 2006-07 gioca per la prima volta all'estero, vestendo la maglia del Club Voleibol Pòrtol, società della Superliga spagnola con la quale si aggiudica lo scudetto. Dopo due campionati con l'Asnières Volley 92 e lo Spacer's Toulouse Volley, gioca per l'Association Sportive Cannes Volley-Ball per due stagioni, prima di passare all'Arago de Sète Volley-Ball nel campionato 2011-12; pur non vincendo alcun trofeo, le sue prestazioni gli valgono le prime chiamate nella nazionale francese maggiore, con la quale debutta nel 2008.
Nella stagione 2012-13 gioca nella Liga Superior portoricana coi Capitanes de Arecibo, aggiudicandosi lo scudetto; terminati gli impegni col club portoricano ritorna in Francia per giocare la fase finale della stagione con l'Association Sportive Cannes Volley-Ball. Gioca nuovamente all'estero anche nella stagione successiva, questa volta nella 1. Bundesliga tedesca col Turn- und Sportverein Unterhaching Volleyball.
Nel campionato 2014-15 gioca nella Volley League belga col Topvolley Antwerpen, mentre nel campionato seguente ritorna all'Arago de Sète Volley-Ball.

## Palmarès

### Club
- Campionato spagnolo: 1

2006-07
- Campionato portoricano: 1

2012-13
- Coppa di Francia: 2

2004-05, 2005-06
- Supercoppa francese: 1

2005
- Champions League: 1

2004-05

### Nazionale (competizioni minori)
- Campionato europeo under 20 2002